# ۲۷۳ (پیش از میلاد)
۲۷۳ (پیش از میلاد) ۲۷۳مین سال قبل از تقویم میلادی است.